# Faro Isla Rasa
El Faro Isla Rasa es un faro no habitado de la Armada Argentina que se encuentra en la ubicación 45°06′00″S 65°24′00″O / -45.10000, -65.40000 en el extremo norte del golfo San Jorge, Departamento Florentino Ameghino, en la Provincia del Chubut, Patagonia Argentina. La función del faro es señalizar la presencia de la Isla Rasa.
Los trabajos de construcción del faro se iniciaron el 2 de septiembre de 1915 y finalizaron el 7 de septiembre de 1915, pero diversas circunstancias técnicas con la linterna del faro, demoraron el libramiento al servicio hasta el 6 de junio de 1917.
La torre inicial era una estructura cilíndrica de hierro de 7,50 metros de alto, totalmente pintada de negro, con un alcance lumínico de 10 millas. En el año 1930, a raíz del avanzado estado de deterioro de la estructura, se cambió por un tubo cilíndrico de 6 metros de altura, también pintado de negro. En el año 1982 se procedió a cambiar el sistema de alimentación de gas acetileno por energía solar fotovoltaica (paneles solares y baterías), quedando con un alcance luminoso de 9,3 millas náuticas.